# 데이비드 앨런 베이시
데이비드 앨런 베이시(영어: David Alan Basche, 1968년 8월 25일 ~ )는 미국의 배우이다. 영화 《플라이트 93》에 출연한 것으로 알려져 있다. 아내는 배우 얼리시아 라이너이다.
하트퍼드에서 태어났다.

## 출연 작품
- 에그 (2018년)
- 에쿼티 (2016년)
- 백워즈 (2012년) - 콕스 역
- 리얼 스틸 (2011년) - ESPN 박싱 카먼데이터 역
- 컨트롤러 (2011년) - 톰슨스 에이드 역
- 섹스 앤 더 시티 2 (2010년)
- 셧 업 앤 싱 (2006년) - 스티븐 역
- 플라이트 93 (2006년)
- 크레이지러브 (2005년) - 폴 역
- 우주 전쟁 (2005년) - 팀 역
- 풀 프론탈 (2002년)

### 텔레비전
- 애즈 더 월드 턴즈 (1997)
- 로앤오더 (1998-2009)
- CSI: 과학수사대 (2002) - 고든 역
- 레스큐 미 (2005)
- 스타터 와이프 (2008)
- 디 엑시즈 (2011-15)
- 블루 블러드 (2016)